# Woodanilling
Woodanilling è una città situata nella regione di Great Southern, in Australia Occidentale; essa si trova 250 chilometri a sud-est di Perth ed è la sede della Contea di Woodanilling. Al censimento del 2006 contava 399 abitanti.